# Frederick Nolan
Frederick Nolan (Frederick William Nolan), född 7 mars 1931 i Liverpool, död 15 juni 2022,  var en engelsk författare som skrev böcker under eget namn men  även bland annat västernböcker under pseudonymen Frederick H. Christian.
Efter utbildning i Liverpool och Aberaeron i Wales debuterade Nolan med The Life and Death of John Henry Tunstall och skulle senare utge ytterligare böcker om Billy the Kid och Lincoln County-kriget.
År 1974 utkom romanen The Oshawa Project, senare kallad The Algonquin Project i USA. Romanen var förlaga till filmen Brass target (Jakten på nazistguldet) 1973, regisserad av John Hough. 
Under pseudonym Frederick H. Christian skrev Nolan västernböcker om Frank Angel. Pseudonymens Frederick kom från hans eget namn, H. för hans fru Heidi och Christian från hans treårige son. Vid återutgivning på originalspråk har författarnamnet varit Daniel Rockfern, ett anagram av Frederick Nolan. Flera av böckerna om Frank Angel har på svenska utgivits av Wennerbergs Förlag och B. Wahlströms bokförlag.